# Міжнародний турнір до всесвітньої виставки у Парижі 1937
Міжнародний турнір до всесвітньої виставки у Парижі 1937 — футбольне змагання для клубних команд, що проводилось у Франції з 30 травня по 6 червня 1937 року. Турнір приурочений проведенню всесвітньої виставки у Парижі. До участі долучились клуби з семи країн Європи. Від Франції виступало два представники.

## Учасники турніру
- «Марсель» — чемпіон Франції 1936/37
- «Сошо» — володар Кубка Франції 1936/37, 2-й призер чемпіонату Франції 1936/37
- «Аустрія» (Відень) — володар Кубка Мітропи 1936; 2-й призер національної першості 1936/37
- «Челсі» (Лондон) — 13-те місце чемпіонату Англії 1936/37
- «Болонья» — чемпіон Італії 1936/37
- «Славія» (Прага) — чемпіон Чехословаччини 1936/37
- «Лейпциг» — володар кубка Німеччини 1936
- «Фебуш» (Будапешт)[en] — 4-те місце чемпіонату Угорщини 1936/37

Значним досягненням організаторів було залучення до участі в турнірі клубу англійського топ-дивізіону, що було практично унікальним для тих років. Британські збірні та клуби в міжвоєнні роки тривалий час не входили в ФІФА і практично не брали участь в міжнародних змаганнях — як офіційних, так і товариських.

## Чвертьфінали
| Дата      | Місце проведення | Команда 1 | Рахунок | Команда 2 |
| --------- | ---------------- | --------- | ------- | --------- |
| 30 травня | Гавр             | «Аустрія» | 2:0     | «Лейпциг» |
| 30 травня | Страсбург        | «Славія»  | 2:1     | «Фебуш»   |
| 30 травня | Антіб            | «Марсель» | 1:1     | «Челсі»   |
| 30 травня | Париж            | «Сошо»    | 1:4     | «Болонья» |

| 30.05.1937 |

| «Славія»                 | 2:1  | «Фебуш»  |
| ------------------------ | ---- | -------- |
| Соботка 34' Копецкий 60' | звіт | Сабо 27' |

| Ла Мено, Страсбург Глядачів: 8,000 Арбітр: Роже Конрі |

Славія: Франтішек Планічка, Карел Скленічка, Фердинанд Даучик, Антонін Водічка, Карел Пруха, Ян Трухларж, Рудольф Томан, Бедржих Вацек, Їржі Соботка, Властиміл Копецький, Антонін Пуч. Тренер: Ян Рейгардт
Фебуш: Дьюла Чикош, Гергей Вебер, Єне Фекете, Імре Гомбкете, Шандор Медьєрі, Берталан Бекі, Еде Рекк, Шандор Сікар, Андраш Тураї, Іштван Тереш, Габор Сабо. Тренер: Лайош Баняї
| 30.05.1937 |

| «Аустрія»       | 2:0           | «Лейпциг» |
| --------------- | ------------- | --------- |
| 5' 57' Сінделар | протокол звіт |           |

| «Мюнісипаль», Гавр Глядачів: 10,000 Арбітр: Жорж Капдевілль |

Аустрія: Рудольф Церер — Карл Андріц, Карл Сеста — Карл Адамек, Клаус Мозер, Вальтер Науш — Франц Ріглер, Йозеф Штро, Маттіас Сінделар, Камілло Єрусалем, Рудольф Фіртль. Тренер: Маттіас Сінделар
Лейпциг: Бруно Велльнер, Еріх Доберман, Курт Шреппер, Герхард Ріхтер, Еріх Тіле, Елімар Мюллер, Ганс Брайденбах, Мартін Шен, Рудольф Гроссе, Штеффен Гітман, Герберт Габріель. Тренер: Генріх Пфафф
| 30.05.1937 |

| «Марсель»     | 1:1  | «Челсі»     |
| ------------- | ---- | ----------- |
| Ковальчик 48' | звіт | Бембрік 15' |

| Фор Карре, Антіб Глядачів: 15,000 Арбітр: Ганс Вютріх |

Марсель: Жагуаре Васконселос, Абделькадер Бен Буалі, Анрі Конші, Жан Бастьєн, Фердинанд Брюйн, Вильмош Кохут, Еміль Зермані, Ігнас Ковальчик, Маріо Зателлі, Еммануель Азнар, Едмон Вайскопф. Тренер: Йожеф Ейзенгоффер
Челсі: Джон Джексон, Вільф Чітті, Джордж Барбер, Біллі Мітчелл, Аллан Крейг, Сем Вівер, Дік Спенс, Джиммі Арг'ю, Джордж Міллс, Джо Бембрік, Дуглас Смейл. Тренер: Леслі Найтон
| 30.05.1937 |

| «Сошо»              | 1:4 (1:3) | «Болонья»                             |
| ------------------- | --------- | ------------------------------------- |
| 38' (пен.) Абегглен | звіт      | 9' Бузоні 15' 31' Ск'явіо 54' Сансоне |

| «Ів ду Мануар», Париж Глядачів: 12000 Арбітр: Mарк Тюрфкреєр |

Сошо: Лоран Ді Лорто — Габріель Лаллуа, Етьєн Маттле — Роже Хуг, Янош Сабо, Максим Леманн — Роже Куртуа, Андре Абегглен, Мігель Лаурі, Войтех Брадач, Бернар Вільямс.  Тренер: Конрад Росс
Болонья: Карло Черезолі — Діно Фйоріні, Феліче Гаспері — Маріо Монтесанто, Мікеле Андреоло, Джордано Корсі — Джованні Бузоні, Рафаель Сансоне, Анджело Ск'явіо, Франсиско Федулло, Карло Регуццоні. Тренер: Арпад Вейс

## Півфінали
| Дата     | Місце проведення | Команда 1 | Рахунок | Команда 2 |
| -------- | ---------------- | --------- | ------- | --------- |
| 3 червня | Париж            | «Челсі»   | 2:0     | «Аустрія» |
| 3 червня | Лілль            | «Болонья» | 2:0     | «Славія»  |

| 03.06.1937 |

| «Челсі»         | 2:0  | «Аустрія» |
| --------------- | ---- | --------- |
| 25' 69' Бембрік | звіт | 53' Мозер |

| «Коломб», Париж Глядачів: 5,000 Арбітр: П'єр Капдевіль |

Челсі: Алекс Джексон — Нед Баркас, Джордж Барбер — Біллі Мітчелл, Аллан Крейг, Сем Вівер — Дік Спенс, Джиммі Арге, Джо Бембрік, Джордж Гібсон, Гаррі Берджесс
Аустрія: Рудольф Церер — Карл Андріц, Карл Сеста — Карл Адамек, Клаус Мозер, Вальтер Науш — Франц Ріглер, Йозеф Штро, Маттіас Сінделар, Камілло Єрусалем, Рудольф Фіртль
| 03.06.1937 |

| «Болонья»                | 2:0 (2:0) | «Славія» |
| ------------------------ | --------- | -------- |
| 25' Регуццоні 43' Бузоні | звіт      |          |

| Віктор Буке, Лілль Глядачів: 12,000 Арбітр: Ежен Олів |

Болонья: Карло Черезолі — Діно Фйоріні, Маріо Паготто — Маріо Монтесанто, Мікеле Андреоло, Джордано Корсі — Джованні Бузоні, Рафаель Сансоне, Анджело Ск'явіо, Франсиско Федулло, Карло Регуццоні
Славія: Алоїз Буреш — Адольф Фіала, Фердинанд Даучик — Антонін Водічка, Карел Пруха, Ян Трухлар — Вацлав Горак, Бедржих Вацек, Їржі Соботка, Властиміл Копецький, Бедржих Єзбера

## Матч за третє місце
| Дата     | Місце проведення | Команда 1 | Рахунок | Команда 2 |
| -------- | ---------------- | --------- | ------- | --------- |
| 5 червня | Сент-Уан         | «Славія»  | 3:0     | «Аустрія» |

| 05.06.1937 |

| «Славія»                      | 3:0      | «Аустрія» |
| ----------------------------- | -------- | --------- |
| 20' 83' Копецький 63' Соботка | протокол |           |

| «Ред Стар», Глядачів: 5000 Арбітр: Вандепутт (Франція) |

Славія: Алоїз Буреш — Адольф Фіала, Карел Скленічка — Антонін Водічка, Карел Пруха, Ян Трухлар — Вацлав Горак, Бедржих Вацек, Їржі Соботка, Властиміл Копецький, Рудольф Томан
Аустрія: Рудольф Церер — Вільгельм Копейтка, Карл Сеста — Карл Адамек, Клаус Мозер, Вальтер Науш (к) — Франц Ріглер, Леопольд Ноймер, Маттіас Сінделар, Камілло Єрусалем, Рудольф Фіртль

## Фінал
| 6 червня 1937 |

| «Болонья»                          | 4 — 1    | «Челсі»   |
| ---------------------------------- | -------- | --------- |
| 15', 31', 65' Регуццоні 20' Бузоні | протокол | 72' Вівер |

| «Коломб», Париж Глядачів: 22,000 Арбітр: Люсьєн Леклерк |

| «Болонья»  |                   |
|            |                   |
| ВР         | Карло Черезолі    |
| ЗХ         | Діно Фйоріні      |
| ЗХ         | Феліче Гаспері    |
| ПЗ         | Маріо Монтесанто  |
| ПЗ         | Мікеле Андреоло   |
| ПЗ         | Джордано Корсі    |
| НП         | Джованні Бузоні   |
| НП         | Рафаель Сансоне   |
| НП         | Анджело Ск'явіо   |
| НП         | Франсиско Федулло |
| НП         | Карло Регуццоні   |
| Тренер:    |                   |
| Арпад Вейс |                   |

| «Челсі»      |               |
|              |               |
| ВР           | Алекс Джексон |
| ЗХ           | Нед Баркас    |
| ЗХ           | Джордж Барбер |
| ПЗ           | Біллі Мітчелл |
| ПЗ           | Аллан Крейг   |
| ПЗ           | Сем Вівер     |
| НП           | Дік Спенс     |
| НП           | Джиммі Арг'ю  |
| НП           | Джо Бембрік   |
| НП           | Джордж Гібсон |
| НП           | Ернест Рейд   |
| Тренер:      |               |
| Леслі Найтон |               |

## Бомбардири
4 голи
- Джованні Бузоні

3 голи
- Карло Регуццоні
- Властиміл Копецький

### Галерея
|  |  |  |